# نار + ماء (لوست)
"نار + ماء" (بالإنجليزية :Fire +Water) هي الحلقة السابعة والثلاثون من مسلسل لوست، والحلقة الثانية عشر من الموسم الثاني. الحلقة أخرجها جاك بندر وكتبها كل من إدوارد كيتسيس وآدم هورويتز. تم بث الحلقة لأول مرة في 25 يناير 2006 على قناة ABC. تتمحور الحلقة حول شخصية تشارلي بيس (دومينيك موناغان) وتظهر جزء من ماضيه في فلاشباك الحلقة.

## ملخص الحلقة

### الفلاشباك
تُنجب كارين زوجة ليام، ابنة تُسميها ميغان، على اسم والدة ليام وتشارلي. تشارلي يظهر هناك شغوف بالمولود الجديد لكن ليام غير موجود هناك. أخبر تشارلي كارين أن ليام فاتته الرحلة لأن إطار سيارته انفجر في طريقه إلى المطار. تسأل كارين ما إذا كان ليام بخير، فيجيب تشارلي "إنه رائع. إنه أب الآن".
يعود تشارلي إلى شقته حيث يعزف فريق كينكس (Kinks) أغنية "He's Evil" (نفس الأغنية التي كان يغنيها لجين في "المزمور  23") ويجد ليام مستلقياً على أريكته "يُصلح" نفسه. يشجع تشارلي ليام على الإسراع إلى المستشفى في أسرع وقت ممكن لرؤية طفلته الجديدة، لكن ليام لا يزال في عالمه الخاص، قائلاً لتشارلي "لقد تركت لك البعض [من المخدرات]".
تقوم فرقة درايف-شافت بتصوير إعلان عن حفاضات الأطفال "بوتيس" (Butties). حيث يقومون بأداء أغنية "You All Every Butties"، وهي نسخة معدلة من أغنيتهم الأصلية "You All Everybody"، وذلك من أجل إنقاذ الفرقة اقتصادياً وكسب بعض المال. يحتاج تشارلي إلى ليام ليقوم بعمله التمثيلي معه، لكن ليام لا يلتزم كثيراً ويسقط من بين قضبان سرير الطفل الكبير الذي يصورون فيه. يطلب منتج الإعلان من تشارلي التخلص من ليام، لكن تشارلي يخبره إنه شقيقه، فطردهم كلاهما.
يحاول تشارلي تحسين معنويات ليام وإعادته إلى الحياة. ولكن حتى بعد أن شارك تشارلي وليام لحظة من خلال غناء أغنية تشارلي الجديدة (Together Now, معاً الآن)، معاً حول عودتهما ومن أجل "إنقاذهما كلاهما"، ليس لدى ليام سوى سؤال واحد لتشارلي، وهو إن كان لديه المزيد من الهيروين.
يعود تشارلي إلى المنزل ليجد أن ليام قد باع بيانو تشارلي سراً، مدعياً بشكل دفاعي أنه بحاجة إلى المال من أجل السفر إلى أستراليا للحصول على وظيفة والدخول في مركز إعادة التأهيل "من أجل عائلته". يترك تشارلي وحده في لندن، ولا يزال يحاول العثور على إجابة لسؤاله؛ ماذا عن عائلته؟

### على الجزيرة
أثناء حلم، ينزل تشارلي الصغير على الدرج مرتدياً نعاله في صباح عيد الميلاد، ويعمل شقيقه ليام بجد على فتح هداياه. ولكن بينما يواصل ليام فتح الهدية تلو الأخرى، لا يجد تشارلي أي هدية له على الإطلاق. حتى تقوده والدته إلى بيانو جديد كلياً. يشعر تشارلي بسعادة غامرة، ولكن قبل أن يبدأ في الاستمتاع بالهدية، يعلم أن لها ثمناً، حيث تريد والدته أن يصبح عازفاً ناجحاً حتى يتمكن من "إنقاذهم". فجأة يصبح ليام بالغ ولكنه لا يرتدي سوى الحفاضات، بينما يقوم والدهما الجزار، بتقطيع اللحوم بغضب قائلاً "إنه لن ينقذ أحداً، إنه..."، ثم يقطع رأس دمية بالساطور. تشارلي، الذي أصبح الآن بالغ أيضاً، يعزف على البيانو رغم أنه الآن على الشاطئ. وفجأة يسمع صراخ آرون من داخل البيانو. يحاول تشارلي فتحه، لكنه لا يُفتح. يقوم المد القادم بعد ذلك بقلب البيانو على ظهره ويبدأ في الانجراف بعيداً، ويبدو أنه يحمل آرون إلى عمق البحر. يستيقظ تشارلي ويتحقق للتأكد من أن كلير وآرون بخير، ويجدهما مع لوك (تيري أوكوين).
يحاول تشارلي التقرب من كلير (إميلي دي رافن)، لكن كلير تطلب منه الابتعاد عنها في الوقت الحالي. ثم يغادر ويطلب من آرون أن يعتني بوالدته.
يقترب هيرلي (خورخي غارسيا) من سوير (جوش هولواي]] وكيت (إيفانجلين ليلي) ويسأل سوير عن الناجون من القسم الخلفي، وخاصة ليبي (سينثيا واتروس). سوير يسأل إذا كان لدى هيرلي علاقة حب تنمو لديه. ينفي هيرلي ذلك ويغادر محرجاً. شاهد كل من كيت وسوير آنا لوسيا (ميشيل رودريغز) وجاك (ماثيو فوكس) يخرجان من الغابة ويتحدثان مع بعضهما البعض.  يذكر سوير أن هذه هي المرة الثالثة التي يراهم فيها معاً.
بينما يعزف تشارلي على جيتاره على الشاطئ، يسمع صرخات طفل خافتة ويتبع الصوت إلى المحيط، حيث يرى مهد آرون يتقاذفه الأمواج. يكافح من أجل السباحة وإعادة آرون إلى الشاطئ، حيث أثناء عودته يكتشف كلير ووالدته راكعين على الشاطئ مرتديين أردية ملائكية مستوحاة من لوحة دينية. يرى تشارلي نسخة من لوحة دينية من منزل طفولته. تكرر والدة تشارلي وكلير الملائكية في انسجام تام: "الطفل في خطر" ويجب على تشارلي "إنقاذه". تتحطم طائرة في الخلفية. تطير حمامة من السماء عبر الغابة وتتجاوزه إلى البحر. يقترب منه هيرلي مرتدياً زي القديس يوحنا المعمدان ويسأله عما يفعله. يستيقظ تشارلي في الليل واقفاً قبال المحيط وهو يحمل الطفل، مدركاً أنه كان حلماً حياً وأنه كان يسير أثناء نومه، بينما يواصل هيرلي سؤاله عما يفعله بالطفل في منتصف الليل. يحاول أن يشرح لكلير (والجميع) أنه كان يحاول إنقاذه فقط، لكن كلير تصفعه على وجهه.
سوير يعطي هيرلي دفعة بسيطة لإقامة علاقة مع ليبي، ويقوم الاثنان بغسل الملابس معاً في الفتحة. يسألها هيرلي إذا كان يعرفها من مكان ما. تشتت انتباهه بتغيير ملابسها أثناء وجوده. تخبره أنه داس على إصبع قدمها على متن الطائرة عندما صعد آخر شخص.
يحاول تشارلي كسب لوك كحليف، ليكتشف أن لوك يشك في أن تشارلي يتعاطى الهيروين من جديد. يدافع تشارلي عن نفسه بقوله إنه وإيكو أحرقا الطائرة، ولم يتبق أي من تماثيل مريم العذراء. يقول لوك إن استعادة الثقة أمر صعب، وأن كلير تحتاج إلى الوقت.
بعد محاولته الفاشلة لكسب تحالف لوك، يذهب تشارلي إلى إيكو، الذي كان يقوم بوضع علامات على الأشجار لأنها "تعجبه". يقترح إيكو أن أحلام تشارلي ربما تعني شيئاً ما ويمكن أن تكون علامة على أنه يتعين عليه حماية الطفل. يقترح إيكو أن يُعَمِّدَ الطفل. يذهب تشارلي إلى كلير حاملاً الفكرة، لكن كيت تمنعه من الاقتراب منهما.
يراقب لوك تشارلي، تماماً كما فعل في أيامه الأولى على الجزيرة .
في الغابة، يتجه تشارلي إلى مخبأه الذي يخبي فيه التماثيل المليئة بالهيروين، ويظهر لوك. يدعي تشارلي أنه جاء لإنهاء المهمة والتخلص منهم جميعاً. لكن لوك لا يصدقه، ويستولي على جميع التماثيل.
تسأل كلير لوك عما إذا كان بإمكانها هي وآرون النوم في الفتحة لكن لوك يعرض نقل أغراضه بالقرب من خيمتها لفترة من الوقت. تسأله عن المعمودية ومدى علمه بها. يخبرها لوك بوجهة نظره، ويطلق عليها اسم "التأمين الروحي" حتى يذهب الطفل إلى الجنة. ويقول مطمأناً إياها أنه لا يوجد خطر عليها أو على الطفل.
يشعل تشارلي حريقاً بالقرب من معسكر الناجين، محاولاً تشتيت انتباه كلير عن سرير آرون. بينما يقود سعيد (نافين أندروز) محاولة إطفاء الحريق، يخطف تشارلي آرون ويركض معه بإتجاه المحيط لتعميده. ركض لوك والعديد من الناجين الآخرين إلى تشارلي بعد أن سمعوا صرخات كلير.
يحاول لوك إقناع تشارلي بأن يسلمه الطفل، لكن تشارلي يرفض قائلاً: "آرون ليس مسؤوليتك. أين كنت عندما وُلد؟ أين كنت عندما خُطِفَ؟ أنت لست والده. أنت لست عائلته". يجيب لوك أنه ليس كذلك أيضاً. تشارلي يعطي لوك الطفل الذي يسلمه بدوره إلى كلير. يحاول تشارلي الاعتذار لكن لوك يلكمه ثلاث مرات على وجهه. يتعثر تشارلي ويسقط في الماء. الجميع يترك تشارلي مشمئزين منه.
في اليوم التالي، بينما كان جاك يعالج جروح تشارلي، يوافق إيكو على تعميد كلير وطفلها، للتأكد من أنهما سيكونان محميين دائماً معاً. يضع لوك التماثيل السبعة في مخبأ الأسلحة بالفتحة. في الفتحة، يغيّر لوك تركيبة قفل باب مخبأ الأسلحة مرة أخرى، ويقوم بترتيب التماثيل السبعة لمريم العذراء بعناية على الرف.

## الإنتاج
جميع مواقع الحلقة، على الرغم من أنها تبدو وكأنها صُوِّرَت في بلدان مختلفة، كانت في الواقع مواقع معدلة في هاواي.
كان المنتجون يعتزمون أن يكون فيديو DriveSHAFT بمثابة طبعة جديدة لغلاف ألبوم Beatles Abbey Road، مع ارتداء أعضاء الفرقة حفاضات. ومع ذلك، لم يتمكنوا من الحصول على إذن لإعادة إنتاج المشهد، لذا استخدموا الحفاضات بطريقة مختلفة بدلاً من ذلك، حيث قاموا بالغناء داخل سرير الأطفال أثناء ارتداء الحفاضات.
في أحد مشاهد حلم تشارلي، تظهروالدة تشارلي وكلير في هيئة ملائكة. كانت هذه نسخة طبق الأصل من لوحة معمودية المسيح لـ أندريا ديل فيروكيو، ْ. في خلفية المشهد (يمكن مشاهدتها فقط بتنسيق الشاشة العريضة)، قُدِّمَت إيستر إيغ، حيث يمكن رؤية طائرة تهريب المخدرات النيجيرية بيتشكرافت التي تحتوي على شقيق إيكو، لفترة وجيزة وهي في طريقها إلى تحطمها على الجزيرة.

## الإستقبال
حصدت الحلقة 19.05 مليون مشاهد أمريكي. رأت صحيفة لوس أنجلوس تايمز أن هذه هي الحلقة رقم 109 (ثاني أسوأ حلقة) من بين قائمة أفضل حلقات لوست.